# Heinrich II. von Nauen

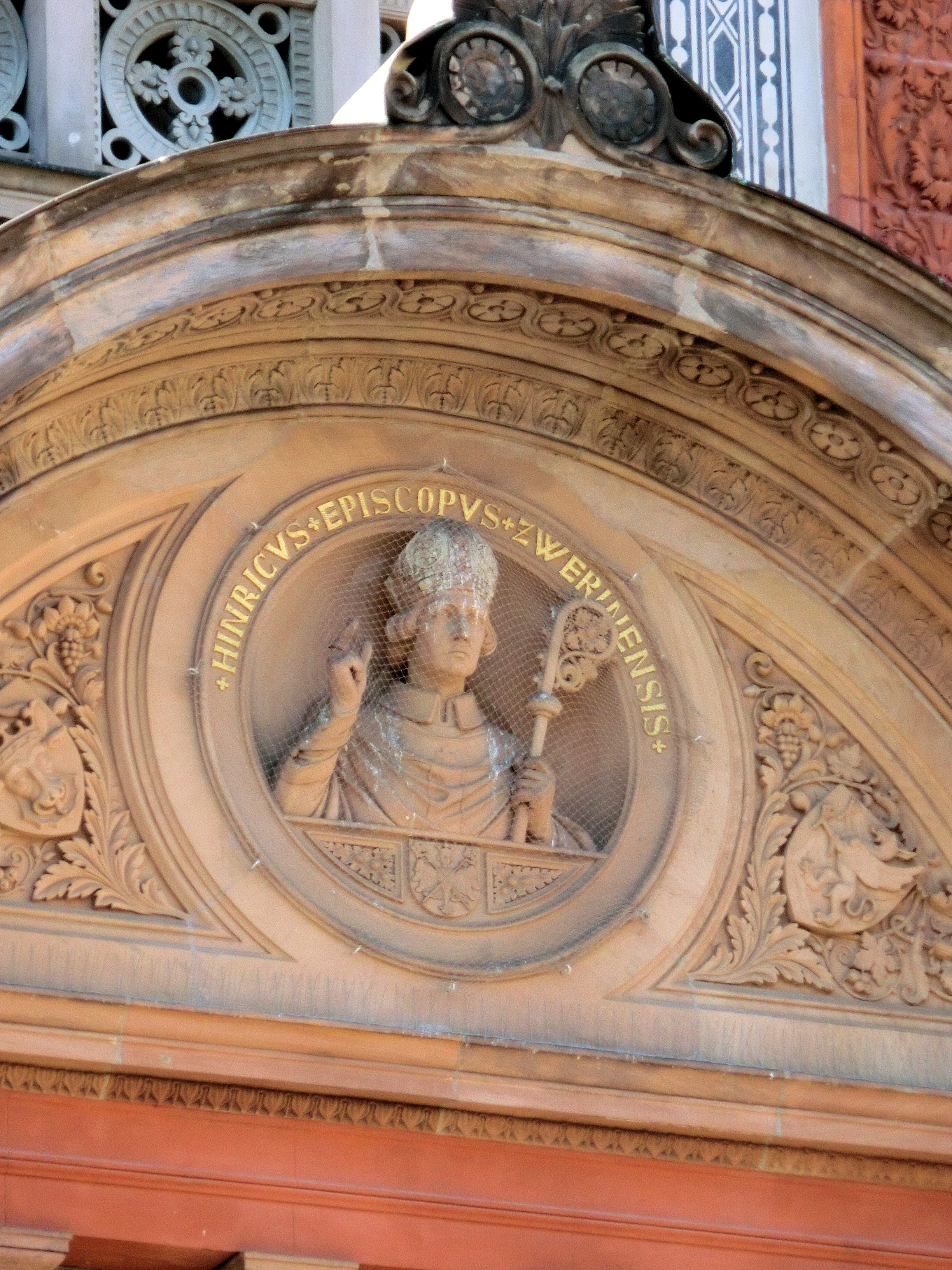
Heinrich II. von Nauen am Hauptgebäude der Universität Rostock (19. Jh.)

Heinrich II. von Nauen († um 30. November 1418), von bürgerlicher Herkunft, war Schweriner Domherr und von 1416 bis 1418 Bischof von Schwerin.

## Leben
Zur Person und Herkunft des Schweriner Domherrn als neuen Oberhirten des Bistums Schwerin ist nichts bekannt. Auch wann Heinrich II. als Nachfolger von Rudolf von Mecklenburg-Stargard zum Bischof von Schwerin gewählt wurde, bleibt unbekannt. Nachweisbar ist, dass er sich in einer in Bützow am 17. Juli 1416 ausgestellten Urkunde dei et apostolice sedis gratia episcopus Zwerinensis nannte. Bischof Heinrich II. von Schwerin bestätigte dort die Stiftung einer Vicarei in der Kirche zu Drewskirchen.
Zur Zeit des Todes Bischof Rudolfs III. tagte bereits das Konzil von Konstanz. Es scheint, dass Bischof Heinrich nicht nur vom Erzbischof Johannes II. von Bremen, sondern auch vom Konstanzer Konzil um eine Bestätigung seiner Wahl nachgesucht und sie auch bekommen hat. Auch die Siegelinschrift weist darauf hin, dass sich Heinrich zunächst als rechtmäßiger Bischof von Schwerin betrachtete.
Nach der Wahl des Papstes Martin V. schien es angebracht, von dem nun rechtsmäßigen Papst eine ausdrückliche Bestätigung zu erhalten. Diese wurde am 20. Dezember 1417 auch ausdrücklich erteilt, um Unsicherheiten zu vermeiden. Mit dieser Bestätigung wurde sichergestellt, dass der neue Bischof kein Weihbischof seines Vorgängers war. Diese Auskunft überprüfte am 17. Juni 1974 der Vizepräfekt des Vatikanischen Geheimen Archivs in Rom, Prälat Hermann Hoberg: Zwerinen. Datum Lune 13 kal. Ianuarii 1417.ect. provisum est ecclesie Zwerinen, vacanti per mortem, de persona Henrici de Oublo electi; et ei confirmata est confirmatio de electione eius ad cautelam. Danach war Heinrich noch nicht Bischof eines anderen Bistums, als er zum Bischof von Schwerin gewählt wurde.
Die Weihbischöfe des Bischofs Rudolf III. waren alle Ordensangehörige. Heinrich von Nauen aber war Weltpriester, und nur ein solcher konnte damals Schweriner Domherr sein.
Wegen der Kürze seines Pontifikates trat Bischof Heinrich II. nicht besonders hervor. Immerhin war er es, der die Pläne zur Begründung der Universität Rostock wesentlich förderte und bei Papst Martin V. unter dem 8. September 1418 einen diesbezüglichen Antrag stellte und die Urkunde siegelte.
Die Eröffnung der Universität selbst soll er nicht mehr erlebt haben, schon kurze Zeit später muss Bischof Heinrich von Nauen verstorben sein. Der genaue Tag und Ort seines Todes, ebenso seine Grabstätte sind unbekannt geblieben. Man meint, dass es um den 30. November 1418 war, doch das Datum ist durch Quellen nicht belegt.
Die Büste des segnenden Bischofs Heinrich II. befindet sich im Portalrelief über dem Haupteingang des Universitätsgebäudes in Rostock.

## Siegel
Bischof Heinrich II. führte ein rundes Siegel, welches im leeren Siegelfelde zwischen den inneren Rändern der Umschrift einen weit und rund geschweiften Schild trägt. Auf dem Schild steht (wahrscheinlich das Familienwappen des Bischofs) ein geradeaus sehender, gekrönter Adler mit ausgebreiteten Flügeln (der brandenburgische Adler oder der Adler des Evangelisten Johannes, des Schutzheiligen des Schweriner Doms). Auf dem Adler liegen die beiden Bischofsstäbe im Andreaskreuze.
Die Umschrift lautet:   SECRETUM. HINRICI. DEI. GRACIA. EPISCOPI. SUERINENSIS.
Das zweite, bisher nicht bekannte, zur Urkunde des Bischofs Heinrich II. von Schwerin vom 17. Juli 1416 gehörende Siegel, hängt an einer braun und grün-gelben, gewirkten Schnur, von rotem Wachs und von runder Form. Auf einem rechts gelehnten, von zwei Löwen gehaltenen dreieckigen Schilde steht ein Helm mit zwei Hörnern. Der Schild ist quadriert und enthält im ersten und vierten Felde zwei gekreuzte Bischofsstäbe auf einem quergeteilten Felde. Im zweiten und dritten Feld einen Adler mit einem gekrönten Jungfrauenkopfe.
Die Umschrift lautet: SECRETUM HINRICI. DEI GRA. EPI. ZWERINEN
Dieses Siegel ist ebenso groß wie das oben genannte Secretsiegel.